# Ladislao Brazionis
Ladislao Brazionis (ur. 23 czerwca 1929) – piłkarz urugwajski, obrońca. Z pochodzenia Litwin.
Jako piłkarz klubu Rampla Juniors wziął udział w turnieju Copa América 1956, gdzie Urugwaj zdobył tytuł mistrza Ameryki Południowej. Brazionis zagrał we wszystkich pięciu meczach – z Paragwajem (w 72 minucie zmienił Roberto Leopardiego), Peru, Chile, Brazylią i Argentyną.
Brazionis rozegrał w reprezentacji Urugwaju 5 meczów – wszystkie podczas zwycięskiego turnieju Copa América.